# Scaphiophis
Scaphiophis är ett släkte av ormar. Scaphiophis ingår i familjen snokar.
Arterna blir upp till en meter långa. De lever i centrala och västra Afrika. Honor lägger ägg. Inget är känt om deras habitat och levnadssätt.
Arter enligt Catalogue of Life:
- Scaphiophis albopunctatus
- Scaphiophis raffreyi